# Банионис, Донатас Юозович
Дона́тас Юозович (Юозасович) Банио́нис (лит. Donatas Banionis; 28 апреля 1924, Каунас — 4 сентября 2014, Вильнюс) — советский, литовский актёр театра и кино, театральный режиссёр. Народный артист СССР (1974). Лауреат двух Государственных премий СССР (1967, 1977), Художественной премии ГДР (1973) и Национальной премии Литвы по культуре и искусству (2013).

## Биография
Донатас Банионис родился 28 апреля 1924 года в Каунасе.
Его родители — люди с творческим началом, участвовали в рабочей самодеятельности, хорошо пели.
Окончил Первую ремесленную школу Каунаса по специальности «керамист», во время учёбы занимался в драматическом кружке.
В 1941 году переехал в Паневежис и был принят в труппу Драматического театра, который возглавлял режиссёр Ю. Мильтинис (ныне Драматический театр Юозаса Мильтиниса). В 1944 году окончил студию при Паневежском театре.
С 1980 по 1988 год — главный режиссёр, художественный руководитель театра.
В 1982—1984 годах учился в Государственной консерватории Литовской ССР (ныне Литовская академия музыки и театра) (Вильнюс).
В качестве актёра в Драматическом театре Паневежиса работал до 1 января 2001 года, откуда уволился по причине введённой в Литве пенсионной реформы, согласно которой пенсионеры, продолжающие работать, должны либо уйти с работы, либо лишиться пенсии.
Член КПСС с 1960 года. Член ЦК Компартии Литвы. Депутат Совета Союза Верховного Совета СССР 9-го созыва (1974—1979) от Паневежского избирательного округа № 711 Литовской ССР, член Мандатной комиссии Совета Союза.
В 2004 году торжественно отмечалось 80-летие актёра. Актёр увековечен в «Галерее славы» торгового и развлекательного центра «Акрополис» (по итогам голосования посетителей интернет-страницы центра) в Вильнюсе: 28 апреля 2005 года, в связи с 81-летием актёра, была открыта мемориальная доска с отпечатком его руки (скульптор Тадас Гутаускас).
В июле 2014 года пережил клиническую смерть. 2 сентября у него случился инсульт. 4 сентября 2014 года на 91-м году жизни скончался в Вильнюсе. Актёр был похоронен в Вильнюсе на Антакальнисском кладбище.

### Обвинения в сотрудничестве с КГБ
В январе 2018 года СМИ сообщили со ссылкой на информацию Центра исследования геноцида и сопротивления жителей Литвы о том, что с 1970 по 1974 год Банионис был агентом КГБ под псевдонимом «Бронюс». Утверждалось, что в качестве агента он предоставлял КГБ данные о литовских эмигрантах в США, а в 1974 году из агентурной сети был удалён, вероятно, из-за того, что в этом году он был избран депутатом Верховного Совета Литовской ССР (партноменклатура, к которой относились депутаты верховных советов республик, относилась к категории населения, которую не разрешалось привлекать к агентурной работе на КГБ). Уже к маю 2018 года Люстрационная комиссия Литвы заявила о том, что утверждения о сотрудничестве с КГБ безосновательны. Сам Центр исследования геноцида заявил, что «относиться к обнародованному списку… следует критически. Весь журнал регистрации агентов написан от руки. Несколько человек, вписанных в конце списка, записаны другой ручкой и другим почерком». Литовский историк Арвидас Анушаускас также высказал недоверие к опубликованной информации, исходя из того, что следует оценивать только действительно доказанные факты. Документы, на основании которых было сделано первоначальное заявление Центра исследования геноцида и сопротивления жителей Литвы, ряд экспертов называет фальсифицированными. В марте 2021 года Центр объявил о своём намерении заново провести расследование по этому вопросу.

### Семья
Отец — Юозас Банионис (Juozas Banionis, 1890—1961), профессиональный портной, литовский политический и профсоюзный деятель, коммунист-революционер, член РСДРП(б), КПЛ, КПСС, сидел в тюрьмах, после Великой Отечественной войны занимал руководящие партийные и государственные посты.
Мать — Она Блажайтите-Банионене (Ona Blažaitytė-Banionienė, 1900—1977).
Супруга — Она Конкулявичюте-Банионене (Ona Konkulevičiūtė-Banionienė, 1924—2008), актриса Паневежского драматического театра.
Дети:
- Сын — Эгидиюс Банионис (Egidijus Banionis, 1948—1993), историк, в 1972 году окончил Московский историко-архивный институт, кандидат исторических наук (1982), доктор гуманитарных наук, директор Литовского Архива Литературы и Искусства (1974—1985), позже начальник отдела археологии Института истории Литвы, специалист по XV—XVI векам, автор нескольких научных трудов, умер от рака в возрасте 44 лет, посмертно награждён Государственной премией Литвы в области науки (1998).
  - Внучка — Милда, после смерти отца вместе с мамой Рутой эмигрировали в Финляндию.
- Сын — Раймундас Банионис (Raimundas Banionis, род. 1957), в 1980 году окончил ВГИК (курс Льва Кулиджанова и Татьяны Лиозновой), в 1980—1989 годах — режиссёр Литовской киностудии, снял несколько фильмов. С 1989 года — владелец собственной кинокомпании UAB LITNEK, снимает документальные фильмы, рекламу. По контрактам работал театральным режиссёром.
  - Две внучки и внук (род. 1989).

## Звания и награды
- Заслуженный артист Литовской ССР (1965)[23]
- Народный артист Литовской ССР (1973)
- Народный артист СССР (1974)
- Государственная премия СССР (1967) — за фильм «Никто не хотел умирать»
- Государственная премия СССР (1977) — за фильм «Бегство мистера Мак-Кинли»
- Государственная премия Литовской ССР (1969)
- Национальная премия Литвы по культуре и искусству (2013)
- Премия Министерства культуры ГДР (1971) — в связи с 22-й годовщиной республики и за большие успехи, достигнутые Д.Банионисом в актерском мастерстве[24]
- Художественная премия ГДР (1973) — за фильм «Гойя, или Тяжкий путь познания»
- Командорский крест ордена Великого князя Литовского Гядиминаса (1994)[25]
- Большой командорский крест ордена «За заслуги перед Литвой» (2004)[26]
- Памятный знак за личный вклад в развитие трансатлантических отношений Литвы и по случаю приглашения Литовской Республики в НАТО (2003, Литва)[27]
- Орден Октябрьской Революции (1981)
- Орден Трудового Красного Знамени
- Орден Почёта (2009, Россия) — за большой вклад в развитие театрального и кинематографического искусства, многолетнюю творческую деятельность[28]
- Орден Дружбы (1999, Россия) — за заслуги в развитии российского киноискусства и плодотворную деятельность по укреплению международных культурных связей[29]
- Почётная грамота Президента Российской Федерации (2014) — за достигнутые трудовые успехи, значительный вклад в социально-экономическое развитие Российской Федерации, заслуги в гуманитарной сфере, многолетнюю добросовестную работу и активную общественную деятельность[30]
- Медаль имени А. А. Ханжонкова в номинации «За выдающийся вклад в киноискусство» (1999)
- Почётный знак Министерства культуры Литвы «Неси свой свет и верь» (2014)
- Всесоюзный кинофестиваль (Первый приз актёру, фильм «Никто не хотел умирать», Киев, 1966)
- МКФ в Карловых Варах (Приз за исполнение мужской роли, фильм «Никто не хотел умирать», 1966)
- МКФ приключенческих фильмов в Софии (Премия исполнителю главной роли, фильм «Мёртвый сезон», 1969)
- ОКФ «Киношок» в Анапе (Приз «Госпожа удача» имени Павла Луспекаева «За мужество и выдающиеся заслуги в творчестве», 1999)
- МКФ детского кино в Москве (Приз Фонда Ролана Быкова «За многолетнее плодотворное сотрудничество с кинематографистами России», 2004)
- Международная премия и орден «Балтийская звезда» (Министерство культуры и массовых коммуникаций РФ, Союз театральных деятелей РФ, комитет по культуре правительства Санкт-Петербурга, 2004)
- Национальная премия «Серебряный журавль» (2008) — за жизненный вклад в киноискусство
- Академик Международной Академии театра (2002)
- Почётный гражданин Паневежиса (1999).

## Творчество

### Роли в театре
- 1941 — «Поросль» К. Бинкиса — Ясюс
- 1943 — «Генрих IV» Л. Пиранделло — Карло ди Нолли
- 1946 — «Ревизор» Н. В. Гоголя — Иван Кузьмич Шпекин
- 1946 — «Старые друзья» Л. А. Малюгина — Владимир Дорохин
- 1947 — «Русский вопрос» К. М. Симонова — Вильямс
- 1947 — «Жизнь в цитадели» А. М. Якобсона — Ральф
- 1947 — «Жорж Данден» Мольера — Колен
- 1949 — «Женитьба Белугина» А. Н. Островского — Андрей
- 1949 — «Украденное счастье» И. Я. Франко — Бабич
- 1950 — «Голос Америки» Б. А. Лавренёва — капитан Вальтер Кидд
- 1951 — «В степях Украины» А. Е. Корнейчука — капитан Вальтер Кидд
- 1951 — «Париж, улица Сталинграда» Д. Уманского — Жак
- 1952 — «Свадьба с приданым» Н. М. Дьяконова — Максим
- 1952 — «Лжец» К. Гольдони — Октавий
- 1952 — «Как закалялась сталь» по Н. А. Островскому — Павел Корчагин
- 1954 — «Чайка» А. П. Чехова — Дорн
- 1957 — «Гедда Габлер» Г. Ибсена — Тесман
- 1958 — «Смерть коммивояжёра» А. Миллера — Вилли Ломен
- 1959 — «Иванов» А. П. Чехова — Лебедев
- 1959 — «Соломенная шляпка» Э. Лабиша и Марк-Мишеля — Бопертюи
- 1961 — «Макбет» У. Шекспира — Банко
- 1963 — «Золотой конь» Я. Райниса — министр
- 1964 — «Поднятая целина» по М. А. Шолохову — Давыдов
- 1966 — «Там, за дверью» В. Борхерта — Бекман
- 1967 — «Физики» Ф. Дюрренматта — Мебиус
- 1971 — «Франк V» Ф. Дюрренматта — Шлюмпф
- 1973 — «Пляска смерти» А. Стриндберга — Эдгар
- 1977 — «Ревизор» Н. В. Гоголя — Городничий
- 1979 — «Реквием по монахине» У. Фолкнера — Стивенсон
- 1980 — «Кафедра» В. В. Врублевской — Брызгалов
- 1994 — «Миндаугас» Ю. Марцинкявичюса — Старик
- 1996 — «На Золотом озере» Е. Томпсона — Норман
- 1996 — «Круг» С. Моэма — Ч. Чейни
- 1997 — «Любовные письма» А. Гарни — Эндрю
- 1998 — «Самоубийца» Н. Эрдмана — Гранд-Скубик
- 2000 — «Дальше — тишина…» Генри и Ноа Лири — Барклей Купер
- «Предложение» А. П. Чехова
- «Севильский цирюльник» П. Бомарше
- «Метеор» Ф. Дюрренматта — Швитер
- «Смерть Тарелкина» А. В. Сухово-Кобылина — Варавин

### Постановки
- 1981 — «Ржавая вода» К. Сая
- 1982 — «Три мешка сорной пшеницы» В. Ф. Тендрякова
- 1983 — «Амадей» П. Шеффера
- 1984 — «Вечер»
- 1985 — «Вино из одуванчиков» Р. Брэдбери
- «Три сестры» А. П. Чехова
- «Бидерман и поджигатели» М. Фриша
- «Рыжая кобыла с колокольчиком» И. Друцэ

### Фильмография
- 1959 — Адам хочет быть человеком — Дауса (озвучивал Н. Граббе)
- 1963 — Хроника одного дня — Донатас (озвучивал Н. Харитонов)
- 1964 — Марш! Марш! Тра-та-та — майор Чертополох (Варнапеша), правитель Центии
- 1965 — Никто не хотел умирать — председатель Вайткус (озвучивал А. Демьяненко)
- 1966 — Берегись автомобиля — пастор-покупатель
- 1966 — Маленький принц — взрослый человек (озвучивал А. Демьяненко)
- 1966 — На глухом хуторе (короткометражный) — ксёндз (озвучивал А. Демьяненко)
- 1967 — Житие и вознесение Юрася Братчика — иезуит Босяцкий
- 1967 — Операция «Трест» — Эдуард Стауниц, барон
- 1968 — Мёртвый сезон — Константин Тимофеевич Ладейников (озвучивал А. Демьяненко)
- 1969 — Красная палатка — Марияно
- 1970 — Король Лир — герцог Олбенский (озвучил А. Демьяненко)
- 1971 — Гойя, или Тяжкий путь познания — Франсиско Гойя (озвучивал Г. Жжёнов)
- 1971 — Красный дипломат. Страницы жизни Леонида Красина — Савва Морозов
- 1972 — Командир счастливой «Щуки» — Виктор Юозович Шеркнис, комиссар Щ-721 (озвучивал А. Демьяненко)
- 1972 — Солярис — Крис Кельвин, психолог (озвучивал В. Заманский)
- 1972 — Капитан Джек — Митя (озвучивал Р. Хомятов)
- 1973 — Открытие (Рукопись академика Юрышева) — академик Сергей Матвеевич Юрышев (озвучивал А. Демьяненко)
- 1975 — Бегство мистера Мак-Кинли — мистер Мак-Кинли (озвучивал З. Гердт)
- 1976 — Жизнь и смерть Фердинанда Люса — Фердинанд Люс, режиссёр (озвучивал В. Заманский)
- 1976 — Бетховен — дни жизни / Beethoven — Tage aus einem Leben (ГДР) — Людвиг ван Бетховен
- 1977 — Вооружён и очень опасен — Габриэль Конрой (озвучивал А. Демьяненко)
- 1977 — Мама, я жив (ГДР) — майор Маурис
- 1977 — Сумка инкассатора — следователь Алексей Петрович Туляков (озвучивал И. Ефимов)
- 1978 — Кентавры — Президент (озвучивал И. Кваша)
- 1978 — Цветение несеянной ржи — Антанас Петрушонис
- 1978 — Особых примет нет — Гартинг, Аркадий Михайлович (озвучивал В. Заманский)
- 1978 — Где ты был, Одиссей? —  Огюст Птижан / Леман («Одиссей»-«Странник»), советский разведчик (озвучивал А. Консовский)
- 1978 — Территория — Илья Николаевич Чинков, директор
- 1979 — Приключения принца Флоризеля — «Председатель», он же Ник Николс, он же «Клетчатый» (озвучивал А. Демьяненко)
- 1980 — Андрюс — Раупленас
- 1980 — Молодость № 2 (новелла «Зелёная куколка») (короткометражный) — доктор Хартли
- 1980 — Факт — нацистский полковник Титель
- 1981 — Медовый месяц в Америке — Алан (озвучивал А. Демьяненко)
- 1981 — Компаньон (короткометражный)
- 1982 — Детский мир — Михаил Петрович Распоркин (озвучивал А. Демьяненко)
- 1982 — Никколо Паганини — Луиджи Джерми, адвокат (озвучивал П. Шелохонов)
- 1982 — Извините, пожалуйста! — гость из Вильнюса (озвучивал А. Демьяненко)
- 1985 — Змеелов — Митрич-Колобок
- 1985 — Грядущему веку — журналист Рино Феличе
- 1986 — Крик дельфина — Бар-Маттай, профессор, психолог
- 1987 — Загон — Гарри Майлстоун
- 1987 — На исходе ночи — Эйман
- 1987 — 13-й апостол — отец
- 1989 — Вход в лабиринт — Мазарди (озвучивал А. Демьяненко)
- 1989 — Вера — Тяжкий путь познания / Vera — Der schwere Weg der Erkenntnis (ГДР) — пастор Ленц
- 1990 — Живая мишень — Павел Васильевич, он же «Хозяин»
- 1991 — Депрессия — «Старик»
- 1991 — Пьющие кровь — Семён Семёнович Теляев
- 1991 — Семь дней после убийства — следователь (озвучивал Р. Панков)
- 1991 — Ятринская ведьма — воевода Корсак
- 1992 — Без улик — инспектор
- 1994 — Шляхтич Завальня, или Беларусь в фантастических рассказах — пан Твардовский, учитель
- 1996 — Анна
- 1998 — Проклятый уютный дом — Губерт Ольбромский
- 1999 — Двор / Kiemas — старик
- 1999 — Мужчины (короткометражный)
- 2001—2002 — Ниро Вульф и Арчи Гудвин — Ниро Вульф (озвучивал Г. Богачёв)
- 2002 — Только раз… — Александр Янович Ясиновский, академик
- 2004 — Каунасский блюз (короткометражный) — Альгис
- 2004 — Новые приключения Ниро Вульфа и Арчи Гудвина — Ниро Вульф (озвучивал Г. Богачёв)
- 2005 — Дети Ванюхина — Гаубих
- 2005 — Персона нон грата — Харон
- 2005 — Сага древних булгар. Лествица Владимира Красное Солнышко — Свенельд
- 2005 — Сага древних булгар. Сказание Ольги Святой — Свенельд
- 2006 — Анастасия / Anastasia — отец доктора
- 2007 — Ленинград — Тойво
- 2011 — Горячее сердце / Fireheart: The Legend of Tadas Blinda — Михаил Муравьёв

#### Телеспектакли
- 1990 — Элоиза и Абеляр (фильм-спектакль) — Фульберт

#### Участие в документальных фильмах
- 1966 — Там, за дверью
- 1971 — Я — бедный король
- 1975 — Мир как большая симфония — ведущий
- 1977 — Монологи
- 1982 — Правда великого народа — ведущий
- 2003 — Донатас Банионис
- 2004 — Другие миры Донатаса Баниониса
- 2007 — Андрей Тарковский (из цикла «Человек в кадре»)
- 2009 — Никто не хотел забывать. Будрайтис, Банионис и другие
- 2010 — Парни из янтаря
- 2012 — Чудо, дремлющее в нас. Юргис Балтрушайтис
- 2014 — Донатас Банионис. Бархатный сезон
- 2014 — Донатас Банионис. Я остался совсем один

## Интересные факты
- По нормам литовского произношения фамилия актёра правильнее звучит как Банёнис.
- У актёра был литовский акцент, поэтому в фильмах его озвучивали актёры из Москвы и Ленинграда: Александр Демьяненко, Зиновий Гердт, Игорь Ефимов, Пётр Шелохонов, Георгий Жжёнов, Владимир Заманский, Геннадий Богачёв, Рудольф Панков. Собственный голос актёра можно услышать в фильме Эльдара Рязанова «Берегись автомобиля», где он, играя пастора, разговаривал с Деточкиным без дубляжа и пересчитывал деньги по-литовски[31], в фильмах «Змеелов» и «Операция „Трест“».
- Президент Российской Федерации В. В. Путин решил стать «чекистом» после просмотра фильма «Мёртвый сезон» с Д. Ю. Банионисом в роли офицера разведки. По словам актёра, Путин подтвердил этот факт при личной встрече[32].